# Dion Smith
Dion Smith (* 3. März 1993 in Taupaki (Auckland)) ist ein neuseeländischer Radrennfahrer.

## Karriere
Nachdem Smith zunächst vornehmlich neuseeländische Rennen und kleinere Rennen der UCI America Tour bestritt und mehrfach auf dem Podium bei den nationalen Meisterschaften stand, erhielt für die Saison 2016 einen Vertrag beim britischen Professional Continental Team ONE Pro Cycling. Ihm gelangen in diesem Jahr bei den neuseeländischen Eintagesrennen The REV Classic und Beaumont Trophy seine ersten Siege in internationalen Rennen. Außerdem belegte er in der Gesamtwertung der Vier Tage von Dünkirchen und beim Sparkassen Münsterland Giro – beides Rennen der hors categorie – jeweils den fünften Rang. In der Folge wechselte er zum belgischen Professional Continental Team Wanty-Groupe Gobert und bestritt mit der Tour de France 2017 seine erste Grand Tour, die er als 124. beendete. Auf der zweiten Etappe der Tour de France 2018 übernahm Smith in der durch einen Ausreißversuch als erster Neuseeländer in der Geschichte der Tour das Gepunktete Trikot.
Im Jahr 2019 wechselte Smith zum UCI WorldTeam Mitchelton-Scott. Er wurde 2020 Sechster beim Klassiker (Radsport) Mailand-San Remo. Mit der Coppa Sabatini, einem Rennen der UCI ProSeries, gewann er seinen bis dahin wichtigsten Wettbewerb und erzielte gleichzeitig seinen vorerst letzten Sieg. Nachdem er 2021 und 2022 nicht im Aufgebot einer Grand Tour stand, verließ er zur Saison 2023 das Team und wurde Mitglied bei Intermarché-Circus-Wanty.
Im Jahr 2025 gewann er die Volta NXT Classic im Sprint aus einer kleinen Gruppe.

## Ehrungen
2019 wurde Dion Smith mit einem neuseeländischen Cycling Award („Face of Cyling“) ausgezeichnet.

## Erfolge
2016
- The REV Classic
- Beaumont Trophy
- Mannschaftszeitfahren Ronde van Midden-Zeeland

2020
- Coppa Sabatini

2025
- Volta NXT Classic

## Grand-Tour-Platzierungen
| Grand Tour            | 2017 | 2018 | 2019 | 2020 | 2021 | 2022 | 2023 | 2024 | 2025 |
| --------------------- | ---- | ---- | ---- | ---- | ---- | ---- | ---- | ---- | ---- |
| Giro d’ItaliaGiro     | –    | –    | –    | –    | –    | –    | –    | 89   | DNF  |
| Tour de FranceTour    | 124  | 97   | –    | –    | –    | –    | 111  | –    | …    |
| Vuelta a EspañaVuelta | –    | –    | 83   | 74   | –    | –    | –    | –    | …    |